# Guenstiger.de

"guenstiger.de"-Logo

Die Internetseite guenstiger.de ist ein Online-Preisvergleichsportal und gehört zur guenstiger.de GmbH, die ihren Sitz in Hamburg hat.

## Unternehmensgeschichte
Der Preisvergleich guenstiger.de wurde 1999 von Philipp Hartmann und Torsten Schnoor gegründet. 2003 kam Aske Magdalinski als Chefentwickler hinzu. Im selben Jahr erfolgte die Veröffentlichung des Vergleichsportals Preissuchmaschine.de. Im Juni 2011 wurde das Unternehmen vom amerikanischen Internetkonzern NexTag Inc. übernommen. Im vierten Quartal 2011 verließen Philipp Hartmann, Torsten Schnoor und Aske Magdalinski die guenstiger.de GmbH. Neue Geschäftsführer wurden Ulrich Weber (bis 2013) sowie Harald Schiffauer.
2014 veröffentlichte das Unternehmen die guenstiger.de-App für iOS in einem grundlegend überarbeiteten Design, 2015 folgte die Android-App. Im selben Jahr wurde Nextag Inc. in das Portfolio der amerikanischen Investment-Firma Regent Equity Partners übernommen. Zudem wurde 2015 das neue Design der guenstiger.de-Homepage ausgerollt. Die mobile Version von guenstiger.de wurde im Jahr 2016 in einem neuen und optimierten Design veröffentlicht.
2017 wurden erstmals Google Shopping Ads für Preissuchmaschinen geschaltet und die ungarische Preisvergleichsseite ÁrPortál.hu wurde gelauncht. 2018 akquirierte die guenstiger.de GmbH den E-Commerce-Spezialisten Wize Commerce India als Tochterunternehmen. Mit Wirkung zum 21. Januar 2019 hat die heise group100 % der Geschäftsanteile an der guenstiger.de GmbH erworben. Ende 2020 wurde ein neues Design der guenstiger.de-Seite ausgerollt und im folgenden Jahr eine Kaufberatung mit Vergleichstabellen integriert. Am ersten März 2022 wurde das Tochterunternehmen Wize Commerce India in Guenstiger India Pvt. Ltd. umbenannt. Die guenstiger.de GmbH wird heute von den Standorten Hamburg (deutscher Firmenhauptsitz) und Gurugram (Indien) betreut und beschäftigt aktuell 100 Mitarbeiter.

## Struktur und Funktionsprinzip
Das Portal bietet Verbrauchern einen Überblick über alle Informationen, die sie für die Kaufentscheidung eines Produktes benötigen. Nach der Eingabe des gewünschten Artikels finden Nutzer eine Liste von Online-Händlern, die das Produkt anbieten. Dabei erscheint der niedrigste Preis ganz oben. Darüber hinaus werden Produktinformationen, User-Meinungen, Testberichte und Händler-Bewertungen angezeigt. Das Portfolio der Plattform reicht von Unterhaltungselektronik über Produkte aus den Bereichen Haushalt, Freizeit bis hin zu Kleidung oder Sport.

## Marktposition und Ranking
Das Verbraucherportal getestet.de prüfte 2011 die zehn größten Preisvergleichsseiten. guenstiger.de wurde für seine vorteilhaften Preise, eine übersichtliche Suche und korrekte Angaben sowie Extras wie Preisalarm, Preisentwicklungsgrafiken, gute Selektions- und Sortierfunktionen mit der Testnote 1,9 ausgezeichnet. Damit lag guenstiger.de auf Platz 3, knapp hinter billiger.de (Note 1,8) und idealo.de (Note 1,7).
Im Mai 2015 lag die Nutzerzahl der Webseite bei rund 5 Millionen. Bis Mai 2017 hat sich dieser Wert mit 2,2 Millionen mehr als halbiert. Laut Alexa liegt guenstiger.de im Oktober 2015 auf Platz 471 aller deutschen Domains. Die Wettbewerber Idealo.de, billiger.de und geizhals.de belegen die Plätze 30, 169 und 303. Im Juni 2017 fiel guenstiger.de auf Platz 1128 im Alexa Ranking. Die Wettbewerber Idealo.de, billiger.de und geizhals.de belegen die Plätze 66, 541 und 354.
Im November 2015 vergab die Deutsche Gesellschaft für Verbraucherstudien (DtGV) in Kooperation mit N24 guenstiger.de das Testurteil 1,7 (gut). Testsieger wurde billiger.de, gefolgt von idealo.de und geizhals.de.